# Karneval Binche
Karneval Binche je karneval koji se izvodi tijekom pokladne nedjelje, ponedjeljka i utorka (mesopusta) prije Čiste srijede, u belgijskom gradu Binche (Hainaut). Svake godine, prije korizme, povijesno središte Binchea postaje pozornicom karnevala koji privlači veliki broj posjetitelja. S korijenima iz srednjeg vijeka, karneval Binche se slavi kao jedan od najstarijih europskih uličnih karnevala.
Karnevalski događaji započinju već sedam tjedana prije samog karnevala koji se sastoji od uličnih izvedbi i javnih parada glazbe, plesa i koračnica u kojima većina stanovnika Binchea zna provesti cijelu nedjelju prije Čiste srijede zamaskirani. Od horde maskiranih veseljaka ističu se maske muškaraca odjevenih poput ekstravangantnih žena, tzv. Mam’selles.
Središnji dio karnevala je mesopusna (pokladni utorak) povorka klaunskih izvođača, poznatih kao Gilles. Oni se odlikuju živopisnim (crvenim, žutim i crnim, tj. bojama belgijske zastave) odorama, voštanim maskama i drvenom obućom. Biti Gilles je velika čast među lokalnim stanovništvom, a može ih biti do 1.000 pojedinaca, starosti od 3 do 60 godina i uglavnom su muškarci. Od ranog jutra do kraja festivala, Gillesi u središtu grada plešu na zvuke bubnjeva i tjeraju zle duhove svojim štapovima. Njih prate sugrađani maskirani u Pierrote, harlekine i seljake, miješajući se s posjetiteljima i lokalnom limenom glazbom. plesači, potaknuti tradicionalnim melodijama viola i bubnjeva plešu prastari ples zahtjevnih koraka, prigodno poznat kao pas de Gille („Hod Gillesa”). Kasnije, Gilles na glave stavljaju velike šešire ukrašene nojevim perjem, čije iznajmljivanje košta i do 300$, te nose korpe s narančama kroz grad. Oni ovim narančama veselo gađaju masu posjetitelja festivala i biti pogođen ovom narančom se smatra počašću, a njihovo vraćanje Gillesima se smatra uvredom. Ipak, neki stanovnici iz opreznosti od štete znaju zabakadirati svoje prozore.
Karneval Binche je poznat i po svojoj spontanosti i znatnoj financijskoj predanosti njegovih sudionika. Mještani s velikim ponosom pripremaju slavlje i nastoje sačuvati dragocjene obrte i vještine izrade tradicionalnih nošnji, pribora, te izvedbe plesova i glazbe. Zbog toga je karneval Binche postao UNESCO-ova nematerijalna svjetska baština 2003., a na popis nematerijalne svjetske baštine u Europi upisan je 2008. godine.

## Vanjske poveznice
- Binche: from the conquistadores to the ‘Gilles’, Babel International)  Arhivirana inačica izvorne stranice od 27. rujna 2007. (Wayback Machine) (engl.)
- Službene stranice karnevala Binche  Arhivirana inačica izvorne stranice od 14. svibnja 2008. (Wayback Machine) (fr.)
- Gilles de Binche Carnival  Arhivirana inačica izvorne stranice od 22. srpnja 2012. (Wayback Machine)